# Radnevo (huyện)
Radnevo là một huyện thuộc tỉnh Stara Zagora, Bungaria. Dân số thời điểm năm 2001 là 24280 người.